# October Session
October Session è il terzo EP del gruppo musicale danese Vola, pubblicato il 30 maggio 2017 dalla Mascot Label Group.

## Descrizione
Contiene le versioni acustiche dei brani Gutter Moon e Stray the Skies, entrambi tratti dal primo album Inmazes. Riguardo alle nuove versioni, il frontman Asger Mygind ha spiegato:
Contemporaneamente alla sua uscita, il gruppo ha reso disponibile un video musicale per la nuova versione di Stray the Skies.

## Tracce
Testi e musiche di Vola.
1. Gutter Moon (October Session) – 3:06
2. Stray the Skies (October Session) – 4:06